# Janusz Najdek
Janusz Najdek (ur. 17 listopada 1971) – polski piłkarz występujący na pozycji napastnika.

## Kariera klubowa
Najdek zaczynał swoją karierę w klubie Stal Chocianów, w którego barwach występował do 1989 roku. W 1990 roku przeszedł do Zagłębie Lubin, w którego barwach zdobył mistrzostwo Polski za sezon 1990/91. Latem 1992 roku podpisał kontrakt ze Śląskiem Wrocław. Do 1998 roku występował jeszcze w takich klubach jak Pogoń Oleśnica, Karkonosze Jelenia Góra i BKS Bolesławiec. Przed sezonem 1999/00 Najdek wyjechał do Niemiec, gdzie podpisał kontrakt z FSV Optik Rathenow.

## Sukcesy

### Zagłębie Lubin
- Ekstraklasa

Mistrzostwo (1): 1990/91